# 赤霉酸
赤霉酸（也称为赤霉素A3，缩写GA3）是一种有机化合物，分子式C19H22O6，常温常压下为白色至淡黄色固体，是植物和真菌中常见的植物激素，属于赤霉素类。